# کیدون
دهستان کیدو یکی از قدیمیترین روستاهای دامنه تفتان است. منبع تامین آب روستا قناتی است که در رودخانه تمین احیا شده است. یک هکتار گلخانه فعال در روستا است که اکثر ساکنین روستا در آن مشغول به کار هستند. بعد از سرشماری ۹۵ روستا تبدیل به دهیاری شده‌است و دهیاری هرگونه شکار پرندگان و حیوانات وحشی را ممنوع کرده‌است. در سالهای کم آبی و خشک با لوله کشی برا پرندگان وحیوانات آب فراهم و همچنین با ریختن کاه و دانه برا پرندگان وحشی باعث شده که در روستا به وفور تیهو و حتی کبک،خرگوش وحشی،شغال وروباه و همچنین گربه وحشی  یافت میشود.وجاده دسترسی روستا متاسفانه با پیگیرهای چند ساله هنور آسفالت نشده و فقط تا حدودی زیر سازی وتسطیح آن انجام گرفته و از جاده اصلی میرجاوه به خاش از بالای روستای سیاهجنگل ۸ کیلومتر میباشد.

## جمعیت
بر پایه سرشماری عمومی نفوس و مسکن در سال ۱۳۹۵ جمعیت این مکان ۱۷۶ نفر (۴۷خانوار) بوده‌است.